# Argyra splendida
Argyra splendida är en tvåvingeart som beskrevs av Meijere 1919. Argyra splendida ingår i släktet Argyra och familjen styltflugor. Inga underarter finns listade i Catalogue of Life.